# Brodnica Targ
Brodnica Targ – zlikwidowany przystanek osobowy w Brodnicy, w województwie kujawsko-pomorskim. Znajdował się na dzisiejszej ulicy Targowej, w pobliżu targowiska.
| Brodnica Targ                                  |  |                        |
| Linia Ostrowite – Brodnica Wąskotorowa (28 km) |  |                        |
| Brodnica Wąskotorowaodległość: 2 km            |  | Szabda odległość: 5 km |